# Stará Červená Voda
Stará Červená Voda – miejscowość i gmina (obec) w Czechach, w kraju ołomunieckim, w powiecie Jesionik. W 2022 roku liczyła 595 mieszkańców.